# Creation Records
Creation Records – brytyjska niezależna wytwórnia płytowa, założona przez Alana McGee, Dicka Greena i Joego Fostera w 1983 roku, zakończyła działalność w 1999 roku. Nazwa pochodziła od występującego w latach 60. zespołu The Creation, którego fanem był McGee. Wytwórnia znana przede wszystkim z odkrycia i wypromowania takich zespołów jak Oasis, Primal Scream czy Saint Etienne.
W stajni wytwórni znajdowały się przede wszystkim zespoły grające britpop czy alternatywny rock:
- Oasis
- Primal Scream
- Super Furry Animals
- Teenage Fanclub
- My Bloody Valentine
- Saint Etienne
- The Boo Radleys
- 3 Colours Red
- Ultra Living
- Ride
- Swervedriver
- Slowdive
- BMX Bandits
- The Membranes
- The House of Love(inne języki)
- Adorable
- Fluke
- Felt
- The Jesus and Mary Chain
- The Telescopes
- 18 Wheeler